# Bembidion andreae
Bembidion andreae (лат.) — вид жуков-жужелиц из подсемейства трехин. Распространён на Канарских островах, в Хорватии, Италии, на Мальте и в Словении. Длина тела имаго 4—4,5 мм. Тело зелёное или бронзовое. Усики часто к вершине заметнее, а ноги жёлтые. Каждое из надкрылий несёт два больших рыже-жёлтых пятна, которые иногда попарно поперёк соединяются, редко совсем исчезают.